# Inagaki Toshijirō

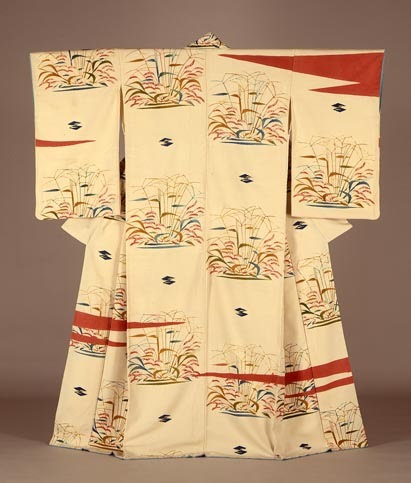
Inagaki: Kimono, 1961

Inagaki Toshijirō (japanisch 稲垣稔次郎; geb. 3. März 1902 in Kioto; gest. 10. Juni 1963) war ein japanischer Textilfärber der Shōwa-Zeit.

## Leben und Werk
Inagaki Toshijirō wurde als zweiter Sohn von Inagaki Takejirō (稲垣竹次郎) im Stadtbezirk Shimogyō von Kioto geboren. Sein Vater war Nihonga-Maler, der den Künstlernamen Chikubu (竹埠) führte, sich später aber als Kunsthandwerker mit Lackarbeiten bekannt wurde. Sein älterer Bruder war Ingakaki Chūsei, der sich als Maler einen Namen machte, aber früh verstarb.
Inagaki Toshijirō erhielt seine Ausbildung in der Abteilung für Design der „Städtischen Schule für Kunst und Kunstgewerbe Kyōto“ (京都市立美術工芸学校, Kyōto shiritsu bijutsu kōgei gakkō). Er war dann an der Design-Abteilung des Kaufhauses Matsuzakaya angestellt und erlernte dort Färberei-Techniken. Ab 1938 begann er große Bilder auf Stoff in der Yūzen-(友禅)-Färbetechnik zu gestalten. 1941 gewann er das Interesse der Öffentlichkeit mit seinem nahezu quadratischen Stellschirm „Zenrinfu byōbu“ mit buddhistischen Motiven.
1948 stellte Inagaki seine ersten Stoff mit der Schablonenfärbung (型絵染, Katazome) her und hatte 1950 Erfolg damit, als  er den Stellschirm „青楓の図“ (Ao kaede zu byōbu, Grüner Ahorn) vorstellte. In den folgenden vierzehn Jahren bis zu seinem Tode widmete er sich ausschließlich der Schablonenfärbung und festigte damit seine Stellung auf diesem Gebiet. Seine Themen fand er in Kioto und in dem bewaldeten Bergland seiner Umgebung, wobei er in der Gestaltung aus der lyrischen Welt des klassischen Kioto schöpfte.
Inagaki wurde 1958 Professor an der Städtischen Hochschule für Kunst in Kioto. 1962 wurde er als „Lebender Nationalschatz“ ausgezeichnet.

## Bilder

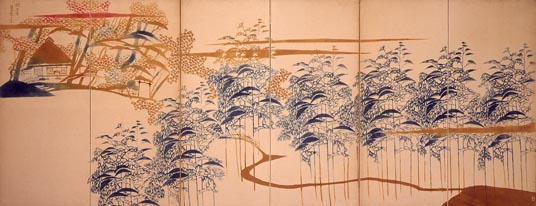
Herbst am Giō-ji[2], 1952
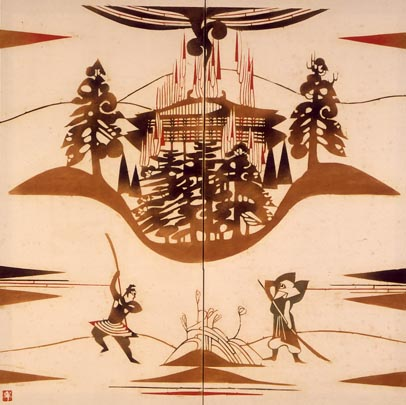
Heike Monogatari, 1954
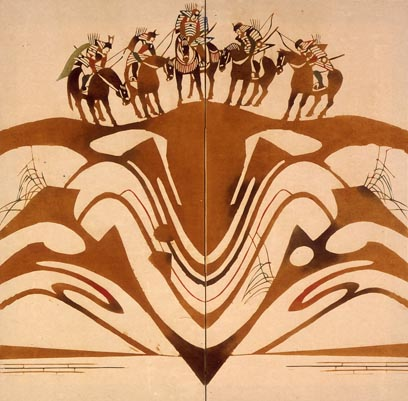
Heike Monogatari, 1954
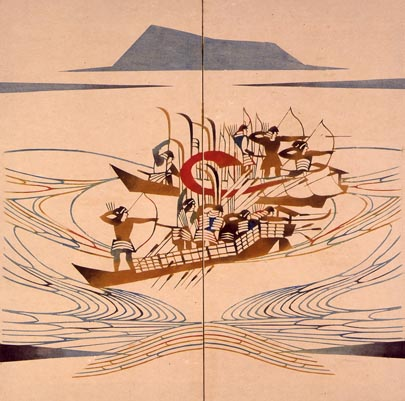
Heike Monogatari, 1954
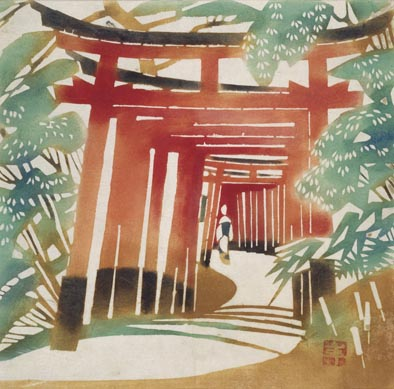
Fushimi Inari, 1955
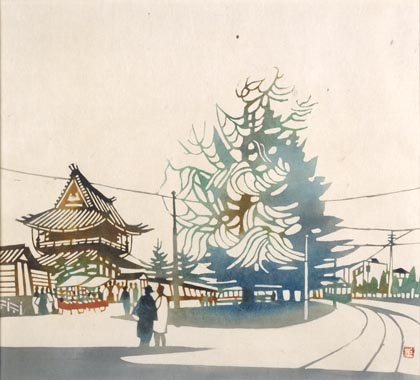
Higashi Hongan-ji, 1955
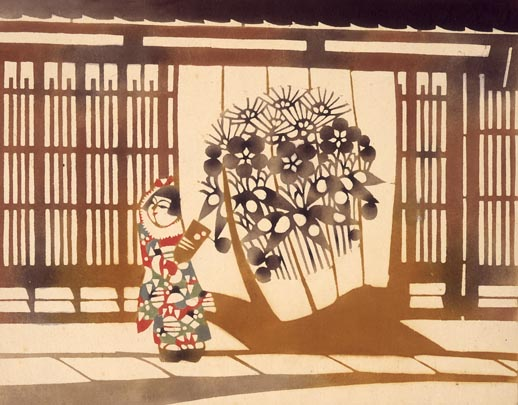
Neujahr in Nishijin[3], 1958